# RT-2PM Topol
El RT-2PM «Tópol» (en ruso: РТ-2ПМ «То́поль») es un misil intercontinental nuclear móvil diseñado por la Unión Soviética y en servicio con las Fuerzas de Misiles Estratégicos de Rusia. La OTAN le asignó el nombre de Sickle (código SS-25). Su designación GRAU es 15Zh58. En ocasiones, este misil se confunde con su sucesor RТ-2PМ2 «Тоpоl-М».

## Descripción
Este misil solo porta 1 cabeza nuclear y fue diseñado para ser transportado por un camión pesado MAZ-7917. Su desarrollo comenzó en 1977, y las pruebas de vuelo entre 1983 y 1987. Fue puesto en estado operacional en 1985. Para 1996 se desplegaron 360 de ellos, y en 2005 permanecían en operación 300.
Posee 3 etapas de lanzamiento, mide 29,5 metros de longitud, 1,7 metros de diámetro y es casi del mismo tamaño que el misil Minuteman. Tiene una capacidad de empuje de 1000 kg y su ojiva nuclear es de 550 kilotones con una precisión (CEP) de 900 metros. Su capacidad de lanzador móvil le da una mayor capacidad de sobrevivir a un ataque de fuerzas enemigas y puede ser lanzado desde el campo abierto o desde sus bases con techo removible. Para poder desplegar 500 lanzadores se requieren 190.000 kilómetros cuadrados para las bases donde se guarecen los misiles y el personal, debido a la movibilidad del ICBM se requiere más personal y es más costoso mantenerlos en estado operativo.

## Desarrollo
Fue desarrollado en el Instituto de Termotecnia de Moscú para reemplazar al UR-100. Los Estados Unidos también desarrollaban un misil móvil, el Midgetman, pero este proyecto fue cancelado durante la Guerra Fría.
Su desarrollo fue aprobado el 19 de julio de 1977, y el proyecto estuvo a cargo de A. D. Nadiradze. Para julio de 1985 el primer regimiento fue puesto en estado de alerta en el campo. Al firmar el tratado de reducción de armas START I la Unión Soviética ya había desplegado 288 Topol y para 1996 el número era de 360 en diferentes lugares del país.
Fueron desplegados en los antiguos emplazamientos de los misiles RSD-10 que habían sido eliminados anteriormente. Los Estados Unidos presentaron una queja que podían ser misiles RSD-10, pero este modelo llevaba solamente 3 cabezas nucleares, mientras que el nuevo misil Topol llevaba solamente 1 ojiva nuclear, para cumplir con los acuerdos START II, por lo cual se permitió la entrada de personal de Estados Unidos para que con medidores especiales de radiación y emanaciones flux, desde el exterior de la ojiva nuclear en la punta del misil, pudieran revisar que los misiles Topol solo llevaban una ojiva nuclear.
Rusia tenía planes para reequipar cerca de 400 silos que contenían misiles obsoletos UR-100, RT-2 y MR-UR-100, que utilizaban combustible líquido, pero bajo el tratado START II solo se le permitía reemplazar 90 silos con misiles R-36M para que llevaran 1 sola ojiva nuclear.
Después de la desintegración de la Unión Soviética, el programa Topol recibió un gran impacto en su desarrollo, debido a que muchas de las plantas que fabricaban sus partes quedaron en estados independientes, por ejemplo el fabricante del camión pesado en Bielorrusia, y el 90% de los sistemas de guía quedaron en plantas de Ucrania.
Para 1995 Bielorrusia tenía desplegados 63 Topol y fueron devueltos a Rusia, en total fueron devueltos de Bielorrusia 81 misiles.
Por las dificultades económicas de Rusia y falta de personal cualificado, solo se habían desplegado al campo 2 regimientos de Topol, otros 40 permanecían en sus guarniciones o almacenados en bodegas.

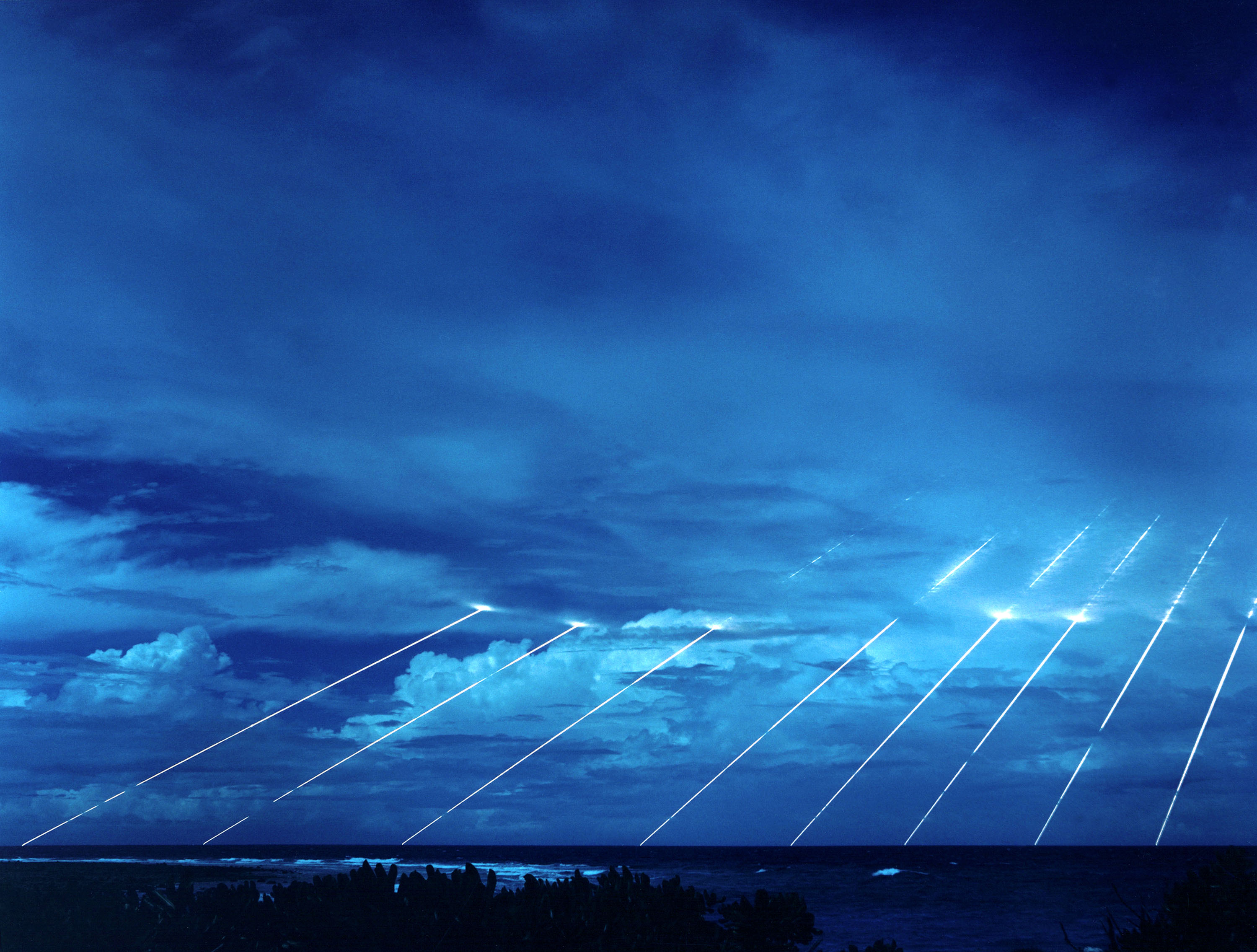
Reentrada de ojivas múltiples guiadas por láser provenientes de un misil estadounidense Peacekeeper, diseño comparable al misil Tópol.

En febrero de 2001, en una prueba de rutina de las Fuerzas de Misiles de Rusia se lanzó con éxito un Topol desde un silo a un blanco en la región Kura en Kamchatka, la prueba demostró la capacidad de lanzamiento del misil a pesar de haber sobrepasado su vida útil en más del 150%.
El 17 de octubre de 2007 se realizó otra prueba de un "Topol" desde su lanzador móvil en el Cosmódromo de Plesetsk hacia un blanco en la Península de Kamchatka, frente a Japón. Con esta prueba, las Fuerzas Rusas extenderán la vida útil del misil a 21 años.
Actualmente, este misil está siendo complementado con la nueva versión Tópol M, y una versión más moderna R-30 Bulava para lanzamiento desde los nuevos submarinos nucleares clase Clase Borey.

## Bases de "Topol"
Las bases de misiles de Rusia que poseen estos misiles son las siguientes:
- 27.º Ejército de Misiles de la Guardia (Cuartel General: Vladímir)

- 7.ª División de Misiles en Vypolzovo con 18 Topol
- 14.ª División de Misiles en Yoshkar-Olá con 27 Topol
- 54.ª División de Misiles en Teykovo con 36 Topol

- 31.eɽ Ejército de Misiles (Cuartel General: Rostoshi)

- 8.ª División de Misiles en Yur'ya con 27 Topol
- 42.ª División de Misiles en Nizhniy Tagil con 36 Topol

- 33.eɽ Ejército de Misiles (Cuartel General: Omsk)

- 23.ª División de Misiles en Kansk con 45 Topol
- 35.ª División de Misiles en Barnaul con 36 Topol
- 39.ª División de Misiles en Novosibirsk con 45 Topol
- 51.ª División de Misiles en Irkutsk con 36 Topol

## Eliminación
Después del colapso de la Unión Soviética, 81 lanzadores estaban ubicados en Bielorrusia. Todos ellos fueron devueltos a Rusia, el estado sucesor de la URSS, para el 27 de noviembre de 1996.